# 戦国大名
戦国大名（せんごくだいみょう）は、日本の戦国時代に数郡から数カ国規模の領域を支配した大名を指す。

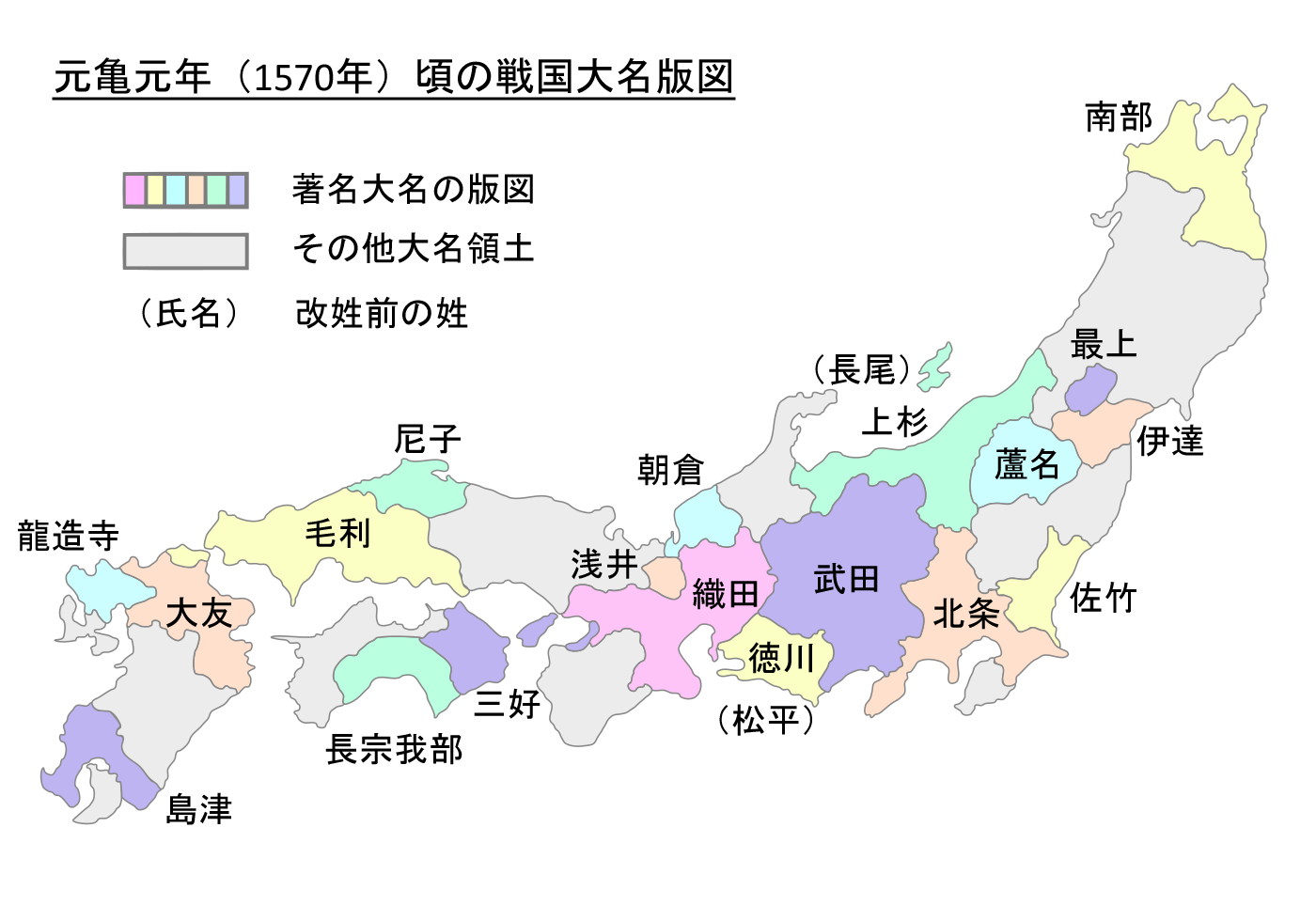
元亀元年頃の戦国大名版図（推定）

## 概要

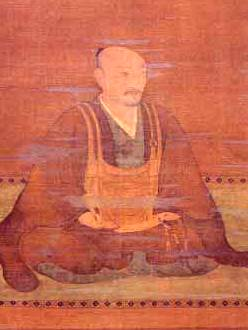
朝倉英林孝景

戦国時代の地域権力を指す言葉としては、古くは「戦国大名」の他に「分国大名」「領国大名」「戦国諸侯」など様々な呼称が用いられていたが、1953年に安良城盛昭「太閤検地の歴史的前提（2）」（『歴史学研究』164号、1953年）と菊池武雄「戦国大名の権力構造」（『歴史学研究』166号、1953年）が、
あいついで「戦国大名」の用語を用いたことがきっかけで普及したと言われている。
「戦国大名」の定義については現在に到るまで曖昧さを残したまま検討が続けられているが、おおむね室町時代の守護大名と比べると、戦国大名は、室町将軍など中央権力と一線を画し、守護公権のあるなしに関わらず国内を独自に統一する権力を有する。また、有力国衆など被官・家臣の統制を強化し家中（家臣団）を構成し、領国内において軍役を課すシステム（例えば貫高制）を確立している。
最初の戦国大名は越前の朝倉英林孝景であり、文明3年（1471年）5月、将軍・足利義政より守護を推戴しない守護代として補任されたのが初例である。
領国内の治安を維持し統一を図るため、独自に被官・家臣間、領民間の争いを調停した。そのため目安制を導入し領民や家臣からの訴え出を把握し、評定衆による裁判を行わせるなどして、大名主導により紛争の解決を行い、その基準を明文化した分国法（戦国法）を制定するものもあった。戦国法の制定は戦国大名の大きな要素として評価される事もあるが、分国法を制定していた戦国大名は少数である。このような戦国大名による独自性の高い強固な領域支配を大名領国制という。これは守護大名の守護領国制がより集権性を高めて発展した支配形態とも評価される。
守護大名が室町幕府より守護に任じられたという権威を根拠とする事により支配を行い、守護職は令制国単位であるため、その支配も守護に任じられた令制国内に限られたのに対して、戦国大名は、下克上により従来の守護を打倒するなど、その実力によって領国支配を確立して軍事行動や外交などを独自の権限で行った。そのため戦国大名の領国は令制国単位に限られず、領国拡大を行い複数の令制国にまたがる勢力圏を確立したり、あるいは令制国内部の一定領域において独立した支配権を確立した。
こうした守護公権と戦国法による戦国大名の公権力性は、中世後期の日本列島において戦国大名の領国を主権的な「国家」としてみなせるもので、戦国大名を地域国家として評価する理解が存在する（勝俣鎮夫ら）。
一方で、戦国期においても室町将軍体制は守護補任や地方の抗争を調停するなど一定の影響を及ぼしており、戦国大名は領国支配・拡大を行うにあたって地域支配の正統性を保証・追認させ、近隣大名を凌駕するために、幕府に運動し守護への補任を受ける事例も多い。こうした戦国期の室町将軍・守護職のあり方や戦国大名の家中において自立的な国衆の存在から、戦国期を室町将軍体制の解体過程とみなし、戦国大名を室町期守護からの権力の変質はありつつも連続性のあるものとして捉え、戦国大名を地域国家とみなす考えには否定的な戦国期守護論も提唱されている（矢田俊文ら）。
また、戦国期においても室町幕府直轄の室町殿御分国では守護、守護代の権力が維持されており、室町殿御分国内で国人領主から一国規模以上の戦国大名となったのは毛利氏、長宗我部氏の二氏のみ、九州の龍造寺氏を含めても三氏に過ぎないことから、国人領主の戦国大名化は関東御分国内特有のものとされている。
一方で、戦国大名は武田信玄の信濃守護補任など地域支配への明瞭な影響の認められない事例も存在し、戦国大名は守護公権とは別に独自の大名権力をもっていたと評価されている。また、支配正統性の確立・近隣への優越という動機に基づいて、朝廷へ多額の貢納を行う見返りに 官位（武家官位）を獲得する戦国大名も多数存在しており、権威づけが守護職に限られないのも戦国大名の特徴である。これにより衰亡寸前だった天皇の権威が再認識されることとなり、天皇は戦国末期～安土桃山期の天下統一に少なからぬ役割を果たした。
戦国大名などの地域権力による領国拡大化が進展すると大名領国同士が接し、戦国大名家は相互に同盟関係を結び、また境界などをめぐって合戦を繰り広げた。こうした状況のなかで尾張国の織田信長は当初室町将軍を推戴しつつ、間接的に天下人である室町将軍の公権を用いて影響力を強めていたが、やがて室町将軍を追放しつつも天下人の地位を保ち、他大名家への影響を及ぼし続けた（織田政権）。信長のあとには豊臣秀吉が天下統一を達成し、中央政権としての豊臣政権を樹立し、豊臣政権は諸大名家への介入を強め、戦国大名の独立性は否定されていく。
豊臣政権の後には徳川氏による江戸幕府が成立し、徳川氏は室町将軍家と同じく征夷大将軍職を世襲するが主従関係にある諸大名を守護に任じることは行わず、戦国大名は幕藩体制のもと近世大名へと移行していった。
戦国大名は以上の特徴をもつことが指摘されているが、一方で戦国大名論が研究されたものは主に東国地域であり、対して戦国期守護論は室町将軍の御分国で影響力の強かった畿内・西国を中心に展開されている。
東国地域は駿河今川氏や甲斐武田氏など守護大名に出自をもつ大名家から相模後北条氏のような非守護大名家の戦国大名も存在し、関東から東北地方には守護から国衆まで多様な出自で、なおかつ一国以下の郡規模の地域勢力が分立しており、戦国大名の定義には曖昧さが残されている点が指摘され、現在に到るまで検討が続けられている。

## 出自
戦国大名の出自を概観すると、宇都宮氏・佐竹氏・今川氏・武田氏・土岐氏・六角氏・大内氏・大友氏・島津氏らのように守護大名を出自とする例、朝倉氏・尼子氏・長尾氏・三好氏・長宗我部氏・神保氏・波多野氏・松永氏らのように守護代やその臣・陪臣を出自とする例が多数を占めたが、毛利氏・田村氏・龍造寺氏・筒井氏らのように国人層や宗教勢力を出自とした例も多い。その他、後北条氏・斎藤氏のように幕府吏僚・浪人を出自とする者も少なからずいた。また、守護と関東管領を兼ねていた上杉氏の例や、北畠氏のように国司から戦国大名化した例もあった。
管領や四職といった幕府の宿老の多くが勢力を失った背景には通常これらの大名は京都に在住し、守護代に領国を任せていた事が大きく関係している。
出自が、守護大名や守護代である戦国大名も、実際には、島津氏・織田氏のように半ば国人領主化した分家・庶流などが、養子縁組などで本家を襲った例も多い。

## 戦国大名の家格と身分秩序
戦国時代の大名や武将には、家格や身分にとらわれず己の才覚によって自らの未来を切り開いた、とする通俗的理解が娯楽作品などにより定着している。しかし現実の戦国時代は足利将軍を頂点とした厳格な身分社会であり、官途や官位といった栄典のランクは、社会的な「格」の表れとして重要視されていた。
戦国時代後期、キリスト教の布教のため来日した宣教師たちは当初、天皇を権威だけの権力者としか見ておらず、積極的な評価をしていなかった。しかし実力では天皇を上回る戦国大名たちが天皇に敬意を表す姿を見、権力のみでは把握できない日本の政治構造を知り、天皇や将軍を改めて評価するようになっていった。そして宣教師たちは日本は権力面から見れば連合国家のようにも見えるが、権威の面から見れば統一国家であるとし、そこに戦国期・日本国の政治的重層性を発見した。
このように戦国期の日本国は天皇や朝廷、将軍の権威のもとに国家の統一性が維持されていたが、この事は大名らが天皇・将軍を頂点とした「礼」の秩序の下に身分編成されていることを意味していた。戦国期の大名らは自力で権威を確立することが出来ず、献金・献納を通じて朝廷・天皇から官位・官職の獲得を期待せざるを得なかった。また古河公方や後北条氏が、官途を用いて自らの政治的立場の正当性を主張しているように、戦国期領主らにとって官位・官途は重要視されていた。
天文8年7月、肥前の大名・有馬晴純は在京雑掌の大村純前を介して、室町幕府から修理大夫の任官を、足利義晴からは「晴」字の偏諱を授かった。その後、純前は在京雑掌の任務を終え帰国することになった際、幕府に将軍への謁見を願い出た。当初幕府では有馬氏の被官として活動する大村氏を陪臣と認識し、庭から御目見得させる考えであった。しかし義晴が内談衆に諮問すると大村氏は将軍の直臣であることが明らかになり天文8年閏6月3日、純前は座敷上で将軍に謁見する名誉に浴し、さらに「晴」字の偏諱を願い出て許された。
しかし帰国後、純前は幕府に偏諱の返上の申し出を行った。有馬氏にとって、自らの被官に過ぎない大村氏が偏諱を受けて有馬氏と同格になることは到底受け入れられないことであり、純前の行動は有馬氏に斟酌した結果であった。しかし有馬氏は大村氏を許すことは無く、その後実子の純忠を大村氏に入嗣させ大村氏を乗っ取ってしまった。また永禄5～6年頃、伊予・喜多郡の宇都宮豊綱が将軍に遠江守への補任を求めた時には、同じく伊予の河野通宣が妨害工作を行っており、戦国期の大名・領主たちは自らの家格上昇を望む一方で、周辺勢力が家格を上昇させていくことを許容することは無かった。

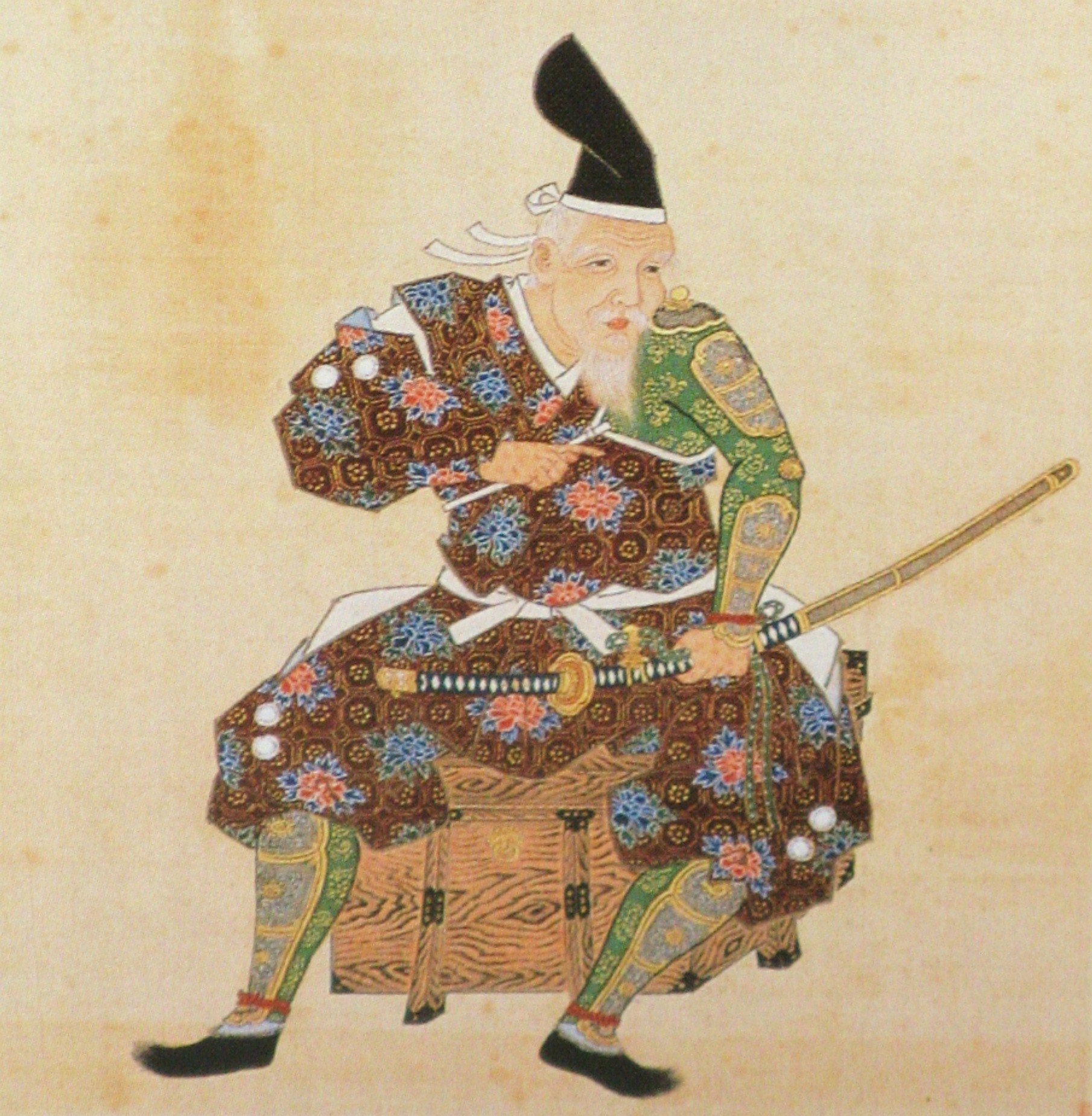
伊達稙宗

家格の違いが軋轢を生み、対外侵攻と失脚を招くこともあった。16世紀前半、陸奥の伊達氏は大名並みの支配を実現していたが、陸奥には同地域の武家秩序の頂点に位置する奥州探題の大崎氏が存在し身分的には国人に過ぎなかった。文亀3年（1503年）に伊達尚宗が越後の上杉氏に送った書状について、「国人」から「大名」への書札礼に適っていないことが上杉氏側で問題になり上杉房能を怒らせたこともあった。そのような状況を打開するため尚宗の子、稙宗は猟官運動に励むようになった。永正14年（1517年）、残存史料から判明するだけでも幕府関係者に太刀7腰・黄金117両（3500貫相当）・馬17疋を、朝廷へは太刀代10貫・馬代20貫・その他仲介料として20貫300文と、膨大な金銭を献上し左京大夫への任官と偏諱を賜った。さらに大永2年（1522年）に稙宗は幕府に奥州探題への補任を求めた。しかし幕府は陸奥守護という「空職」を与えただけで、大崎氏という上級権力が存在する状況は変わることはなかった。その後幕府と距離を置くようになった稙宗は軍事侵攻を重ね領国の拡大に傾注するようになるが、度重なる軍事動員が家中の不満を招き、嫡男晴宗の手によって幽閉されてしまうことになった（伊達氏天文の乱）。稙宗のひ孫にあたる伊達政宗は稙宗について「（家中の人たちを）恐怖に感じさせた」と語っており、後世、稙宗期の治世が極めてネガティブに受け止められていたことが分かる。

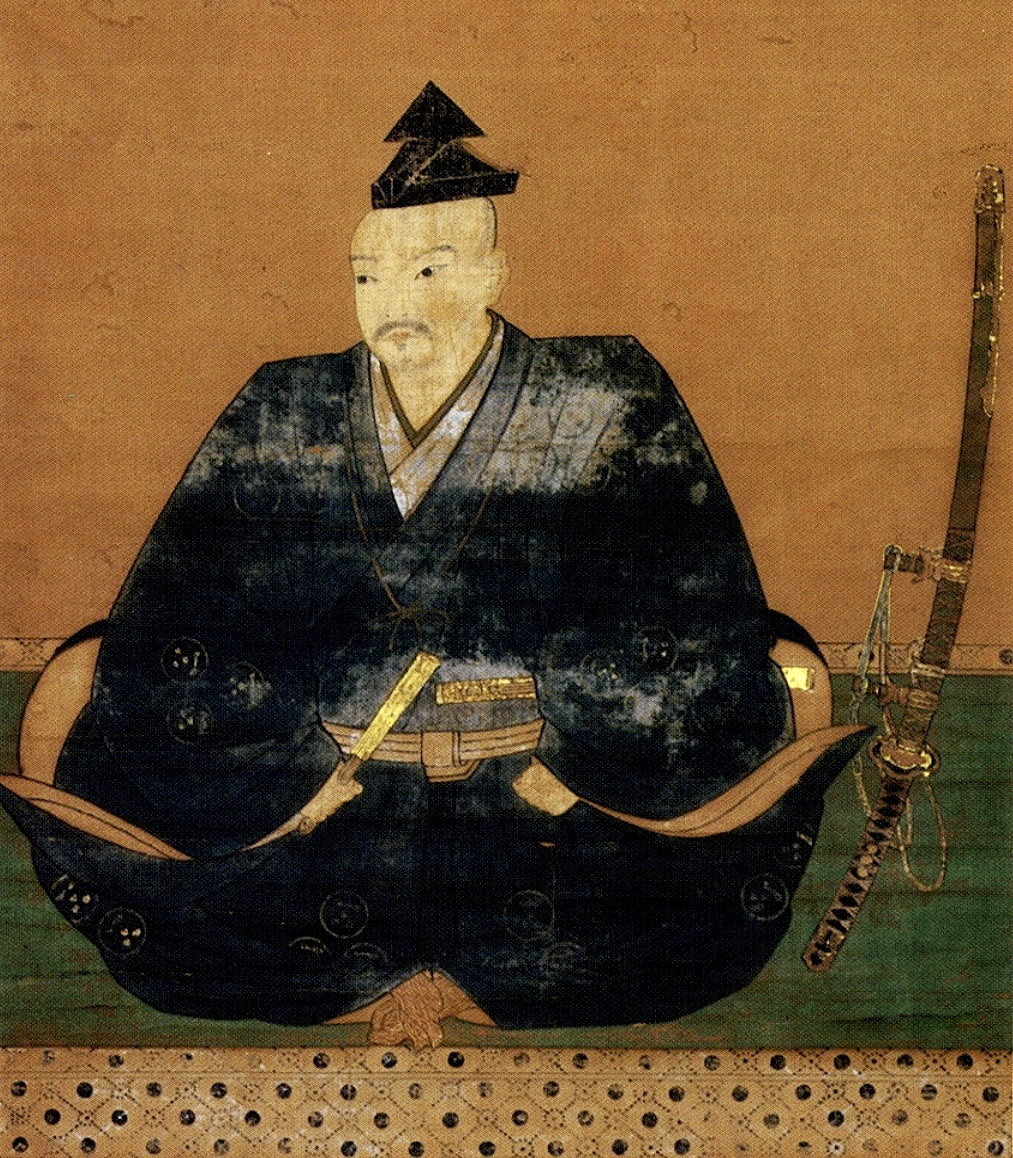
毛利隆元

中国地方の戦国大名、毛利隆元は、父である毛利元就の偉業として4～5ヵ国を領有したことと、毛利氏を幕府の御相伴衆に列せられるまで家格を上昇させたことを挙げており、分国の大幅な拡大と幕府内の身分上昇は同等の価値があるものと認識していた。また大内義興は永正9年（1512年）、前年の船岡山合戦の褒賞として朝廷に従三位の位階を求めて、これを賜ることに成功しており、官位は恩賞としても重要なものであった。戦国期の大名たちは、下剋上する成り上り者が結局は官位を得て飾りとする、と言われるように本来的に権威志向的な存在であり、そのため官位・官途の付与者である天皇・将軍は大名らにとって必要不可欠の存在であり続けた。
戦国時代の日本では依然として室町幕府や朝廷は全国政権として存在し続けており、そのため地方の大名たちは朝廷や幕府の認証を受けずに自らの支配の正当性を証明することは困難であった
。また地方の戦国大名たちも将軍から偏諱を下賜されるなど、戦国時代においても足利将軍を自らの主君であると認識し続けていた。

## 支配とその限界
戦国大名は、領国内に一円的な支配を及ぼした。この領国は高い独立性を有しており、地域国家と呼びうる実態を持っていた。戦国大名は、国人・被官層を家臣として組織化し、自らの本拠地周辺に集住させて城下町を形成する等により、国人・被官層と土地・民衆との間の支配関係を解消もしくは弱体化しようと図った。在地社会に対しては、在地社会の安全を確保する見返りに軍役を課すとともに、検地を実施して新たな租税収取体系を構築した。また、国人・被官層及び在地社会における紛争を調停する基準として分国法を制定する者もいた。こうした戦国大名による地域国家内の支配体制を大名領国制という。
ただし、戦国大名は、地域国家内において必ずしも超越的な存在ではなかった。戦国大名の権力基盤は、家臣として組織化された国人・被官層だった。室町時代中期頃から日本社会に広がった一揆は、国人・被官層にも浸透しており、国人・被官層は自らの利権を共同で確保していくため、国人一揆といった同盟関係を構築していた。そして、戦国大名は国人・被官層が結成した一揆関係に支えられて存立していたのであり、国人・被官層の権益を守る能力のない戦国大名は排除されることもあり、こうした事例は主君押込と呼ばれた。
また足利将軍のように広域の複数の諸大名に対して影響力を行使できる存在は、一般の大名の中には見られず戦国大名がどれだけ勢力を拡大したとしても、所詮それは各大名の「国」内に留まるものであり、将軍のように列島規模で影響力を行使する存在にはなりえなかった。そのため戦国大名たちも全国的な武家の社会秩序の中に自らを位置づける事を必要としており、そこから脱退する発想は持たなかった。

## 主な戦国大名
以下のリストには戦国大名と国衆の区別に議論のある家も含む。

### 蝦夷地・奥羽
（蝦夷地、陸奥、出羽）
- 蠣崎氏
- 大浦氏（津軽氏）
- 浪岡北畠氏
- 南部氏
- 高水寺斯波氏
- 葛西氏
- 大崎氏
- 伊達氏
- 相馬氏
- 二本松氏
- 田村氏
- 岩城氏
- 陸奥石川氏
- 白河結城氏
- 二階堂氏
- 蘆名氏
- 留守氏
- 國分氏

- 安東氏
- 戸沢氏
- 小野寺氏
- 大宝寺武藤氏
- 天童氏
- 最上氏

### 関東
（常陸、下野、上野、下総、上総、安房、武蔵、相模、伊豆）
- 佐竹氏
- 小田氏
- 那須氏
- 宇都宮氏（下野宇都宮氏）
- 佐野氏
- 壬生氏
- 皆川氏
- 小山氏
- 山内上杉氏
- 横瀬氏（由良氏）
- 上野長野氏

- 下総結城氏
- 古河足利氏
- 千葉氏
- 上総武田氏
- 正木氏
- 里見氏
- 扇谷上杉氏
- 太田氏
- 多賀谷氏
- 江戸氏
- 相模三浦氏
- 北条氏（後北条氏）
- 足利氏 (堀越公方)

### 甲信越・東海・北陸
（佐渡、越後、越中、能登、加賀、越前、若狭、甲斐、信濃、飛騨、美濃、駿河、遠江、三河、尾張、伊勢、伊賀、志摩、近江、紀伊）
- 長尾氏（上杉氏）
- 神保氏
- 椎名氏
- 畠山氏
- 朝倉氏
- 甲斐武田氏
- 高梨氏
- 信濃村上氏
- 真田氏
- 海野氏
- 仁科氏
- 小笠原氏
- 大井氏
- 諏訪氏
- 木曾氏

- 江馬氏
- 三木氏（姉小路氏）
- 土岐氏
- 斎藤氏
- 今川氏
- 井伊氏
- 松平氏（徳川氏）
- 水野氏
- 斯波氏
- 織田氏
  - 織田政権：朝廷を庇護した戦国大名の政権
- 浅井氏
- 六角氏
- 若狭武田氏
- 一色氏
- 関氏
- 神戸氏
- 長野工藤氏
- 北畠氏
- 桑山氏

- 仁木氏
- 宮部氏(土肥氏)
- 九鬼氏

### 畿内
（山城、大和、摂津、河内、和泉）
- 足利将軍家
- 京極氏
- 内藤氏
- 筒井氏
- 大和越智氏
- 松永氏
- 河内畠山氏
- 細川氏
  - 細川政権：朝廷を庇護した戦国大名の政権

### 山陽・山陰・四国
（丹波、丹後、播磨、備前、美作、備中、備後、安芸、但馬、因幡、伯耆、隠岐、出雲、石見、周防、長門、淡路、讃岐、阿波、土佐、伊予）
- 赤井氏
- 波多野氏
- 赤松氏
- 別所氏
- 山名氏
- 美作後藤氏
- 美作三浦氏
- 浦上氏
- 宇喜多氏
- 備前松田氏
- 庄氏
- 三村氏
- 備後山内氏
- 安芸武田氏
- 毛利氏
- 吉川氏
- 小早川氏

- 南条氏
- 尼子氏
- 大内氏
- 十河氏
- 三好氏
  - 三好政権：朝廷を庇護した戦国大名の政権
- 安芸氏
- 本山氏
- 長宗我部氏
- 土佐一条氏
- 河野氏
- 香川氏
- 伊予宇都宮氏
- 伊予西園寺氏
- 京極氏

### 九州
（豊前、豊後、対馬、壱岐、筑前、筑後、肥前、肥後、日向、大隅、薩摩）
- 大友氏
- 宗氏
- 宗像氏
- 立花氏
- 少弐氏
- 秋月氏
- 蒲池氏
- 田尻氏
- 筑紫氏
- 西牟田氏
- 龍造寺氏
- 鍋島氏
- 松浦氏
- 宇久氏
- 大村氏
- 有馬氏

- 菊池氏
- 阿蘇氏
- 相良氏
- 土持氏
- 北原氏
- 田中氏
- 伊東氏
- 肝付氏
- 島津氏

## その他の勢力

### 寺院勢力
- 日光山輪王寺
- 比叡山（延暦寺）
- 園城寺
- 浄土真宗本願寺教団（一般に一向宗と通称、各地方での一向一揆や石山本願寺の石山合戦が知られる）
- 浄土真宗高田派
- 興福寺
- 東大寺
- 根来衆（根来寺）
- 熊野別当

### 神社勢力
- 平泉寺白山神社
- 諏訪大社
- 日吉大社
- 賀茂神社
  - 上賀茂神社
  - 下賀茂神社
- 石清水八幡宮
  - 離宮八幡宮
- 祇園社（現 八坂神社）
- 多武峰
- 宇佐神宮などの神社

### 公家方（公家政権）
- 朝廷

### 武家方（間接的に全国を支配した武家政権）
- 室町幕府（足利氏）
  - 篠川公方
  - 稲村公方
  - 古河公方（足利氏）
  - 小弓公方
  - 鎌倉公方
  - 堀越公方（足利氏）
  - 越中公方
  - 堺公方
  - 平島公方（阿波公方）

## 現在の旧大名家
- 徳川氏 - 現当主 : 徳川家広
- 肥前有馬氏 - 現当主：有馬匡澄
- 相馬氏 - 現当主：相馬行胤
- 真田氏 - 現当主 : 真田幸俊
- 阿蘇氏 - 現当主 : 阿蘇惟邑（叔父の治隆が現大宮司）
- 吉川氏 - 現当主は血縁的には毛利隆元・毛利輝元の男系子孫。
- 京極氏 - 現当主 : 京極高晴
- 長宗我部氏 - 現当主 : 長宗我部友親
- 南部氏 - 現当主 : 南部利文
- 武田氏 - 現当主 : 武田邦信
- 上杉氏 - 現当主 : 上杉邦憲
- 細川奥州家 - 現当主 : 細川護熙
- 宗氏 - 現当主 : 宗立人
- 最上氏 - 現当主 : 最上義治
- 佐竹氏 - 現当主 : 佐竹孝
- 信雄系高長流織田氏 - 現当主 : 織田孝一
- 前田氏 - 現当主 : 前田利宜
- 島津氏 - 現当主 : 島津忠裕
- 毛利氏 - 現当主 : 毛利元栄
- 伊達氏 - 現当主 : 伊達泰宗
- 秋月氏 - 現当主 : 秋月種高
- 宇喜多氏 - 現当主 : 宇喜多秀臣
- 浅井氏・明智氏・北畠家・斎藤氏 : 氏族としては滅亡したが、血を引く著名な人物として今上天皇がいる（浅井長政、明智光秀、お市の方、北畠晴具、斎藤道三等の血を引いている）。
- 大友氏 - 大友宗麟の娘のジェスタ（清田鎮忠室）は大友氏流清田氏に嫁いで血を残し、後に清田氏からは細川忠興の側室・幾知（清田鎮乗の娘）が出る。幾知は細川立孝（宇土藩主）を産み、宗家が絶えた後は立孝の子孫が熊本藩を継いだ。その為、細川斉茲以降の細川氏当主は宗麟の子孫であり、元内閣総理大臣の細川護煕もその一人である。

なお、ここに記したものは一部のみである。